# Bristowia
Bristowia  (лат.) — род аранеоморфных пауков из подсемейства Agoriinae в семействе пауков-скакунов (Salticidae).

## Описание
Оба B. heterospinosa пола в длину достигают 3—4 мм.

## Этимология
Род Bristowia назван так в честь английского натуралиста и арахнолога William Syer Bristowe.

## Виды
- Bristowia afra Szűts, 2004 — Бассейн Конго
- Bristowia heterospinosa Reimoser, 1934 — Индия, Китай, Корея, Вьетнам, Япония, Кракатау